# 汴子頭
汴子頭，原寫為汴仔頭，是臺灣臺中市大肚區的一個傳統地域名稱，位於該區西北部。相較於今日行政區，其範圍大致包括山陽里、頂街里西北部、成功里、永順里、磺溪里西北部及東北端。

## 歷史
台灣清治末期，汴子頭地區為一街庄，稱為「汴仔頭庄」，隸屬於大肚下堡。該庄北與茄投庄、龍目井庄為鄰，東與井仔頭庄為鄰，南邊為大肚庄，西邊隔大肚溪與塗厝厝庄、溪底庄為界。
1901年（日明治三十四年）11月，全台廢縣廳改設二十廳，該庄隸屬於臺中廳。1903年（明治三十六年）6月，該庄編入「茄投區」，仍隸屬於臺中廳。1909年（明治四十二年）10月，全台二十廳合併為十二廳，茄投區隸屬不變。1920年（大正九年），全台地方制度大改正，該庄改制並雅化為「汴子頭」大字，隸屬於臺中州大甲郡大肚庄，大字下有「汴子頭」、「寮子」、「山子腳」小字名。
戰後大肚庄改制為大肚鄉，隸屬於臺中縣，大字亦改制為村。1950年10月，中、彰、投分治，大肚鄉隸屬不變。2010年12月，隨著臺中縣、市合併為直轄臺中市，大肚鄉改制為大肚區，村亦改制為里。

## 聚落
本地區發展較早的聚落有藔仔、份仔、崁仔頂、後湖仔、汴仔頭、山仔腳等，在日治期初期的官方地圖上已有記載。

## 交通
台鐵海線大致以北北西—南南東走向經過汴子頭地區中部。境內未設站，北側最近的是龍井車站，屬三等站，主要停靠區間車；南側最近的是大肚車站，停靠少數莒光號、復興號列車及全部區間車、區間快車。由此等可前往台鐵沿線各站。
國道3號又稱「福爾摩沙高速公路」，是貫穿台灣西部的兩條縱向高速公路之一，大致以東北—西南走向蜿蜒經過本地區西北部。境內未設交流道，北側最近的是市道136號交會處的龍井交流道，南側最近的是大肚溪對岸的和美交流道，由此等可快速前往台灣西部各地。
省道台1線（沙田路四段～三段）又稱「縱貫公路」，是台北至屏東楓港的台灣西部傳統平面幹道，大致北偏東－南偏西走向轉北偏西－南偏東走向經過本地區中部偏東地帶。由該道路向北偏東可前往龍井、梧棲、清水、大甲等地，向南偏東可繞過大肚市區以前往彰化、花壇、大村等地。
區道中61線（文昌路三段～二段）是田中至大肚的道路，大致以北向南轉西北－東南走向蜿蜒經過本地區西部。由該道路向北至茄頭聚落轉西北西再轉北北東可前往龍井北部邊界地帶並止於區道中66線路口，向東南可前往大肚並止於大肚區公所前的舊省道台1線（沙田路二段）路口。

## 學校
- 永順國小
- 山陽國小